# Девочка по вызову
«Девочка по вызову» — шведский драматический фильм 2012 года. Фильм является вымышленной версией реальных событий — так называемого скандального «Дела о борделе» — произошедшего в 1976 году в Швеции, когда предположительно в Стокгольме существовал бордель с несовершеннолетними проститутками для высокопоставленных политиков.

## Сюжет
Швеция, 1970-е годы. Из детского дома сбегают две 14-летние девочки — Ирис и Соня. В городе они попадают в публичный дом мадам Дагмар Гланс, клиентами которого являются высокопоставленные шведские политики, судьи, прокуроры, члены парламента и послы дружественных государств. Деятельность заведения находится в разработке следователя Джона Санберга, однако расследование тормозится его начальством. Полиции удаётся накрыть бордель, но мадам Дагмар Гланс отделывается условным сроком. Никто из клиентов борделя, несмотря на скандал, не привлечён к ответственности за связь с несовершеннолетними, поскольку данный факт не может быть доказан — следователь погибает при странных обстоятельствах, и Ирис не может дать показания в суде. Правительством скандал заминается, а материалы дела засекречиваются. Фильм заканчивается сообщением, что Ирис снова сбежала из детского дома, и её дальнейшая судьба неизвестна.

## В ролях
- София Каремюр — Ирис
- Йозефин Асплунд — Соня
- Пернилла Аугуст — Дагмар Гланс
- Симон Й. Бергер — Джон Сандберг
- Руф Фернандес — Нина
- Андерс Бекман — Рой
- Свен Нордин — Гленн
- Давид Денцик — Эспин
- Ханна Уллерстам — Мона
- Сверрир Гуднасон — Кристер
- Кристоффер Йонер — Сорен
- Оути Мяенпяя — Сирья
- Лена Эрикссон — Бритт, социальный работник
- Даг Мальмберг — политик
- и другие

## Вырезанная сцена
После премьерного показа фильма случился скандал, когда было замечено, что один из персонажей, занимающийся сексом с несовершеннолетней проституткой, напоминает внешностью Улофа Пальме — премьер министра Швеции в 1969—1976 годах. Семья Пальме выразила протест, и хотя создатели фильма заявили, что такое сходство случайно, но после заявления в прокуратуру между семьёй Пальме и режиссёром фильма было заключено соглашение о том, что так называемая «сцена в отеле» будет вырезана из фильма.

## Критика
Несмотря на большое количество наготы и случайную (безрадостную) сексуальную сцену, тон фильма никогда не сенсационен. Устойчивое (некоторые скажут чёрствое) настроение сохраняется, с творящими за закрытыми дверями издевательствами политиков, которых видят на ток-шоу и в предвыборной кампании, поздравляющих себя с просвещенной политикой правительства в отношении освобождения женщин и развивающихся сексуальных нравов.
Оригинальный текст (англ.)Despite a good deal of nudity and the occasional (joyless) sex scene, Marcimain's tone is never sensationalistic. A steady (some will say dry) mood persists, with the behind-closed-doors action making a mockery of the politicians, who are seen on talk shows and the campaign trail congratulating themselves for the government's enlightened policies regarding women's liberation and evolving sexual mores.
— The Hollywood Reporter

Легко понять, почему «Девушка по вызову» вызвала столько споров в своей родной Швеции. Коррумпированных политиков — пруд пруди, сексуальная привязанность — обычное дело. Но эй, даже Билл Клинтон делал это нелегально. Утверждения же о том, что одна из главных политических фигур в уважаемой стране виновна в изнасиловании — и всё в рамках закона, заставили даже самого заядлого циника задуматься. А утверждение о том, что он был прикрыт премьер-министром, добавило издевательство к надругательству. Фильм вскрыл старые раны, несмотря на то, что это художественное произведение. Хотя они не признают этого, кажется, Швеция хотела бы забыть этот скандал. Но не режиссёр и его команда. Они хотят, чтобы общественность была возмущена, даже если это происходит, пока их развлекают.
Оригинальный текст (англ.)It's easy to see why Call Girl caused so much controversy in its native Sweden. Corrupt politicians are a dime a dozen, sexual indiscretions par for the course. But hey, even Bill Clinton kept it street legal. Allegations that a major political figure in a respected nation was guilty of statutory rape gave even the most jaded cynic pause. And the allegation that it was covered up by the Prime Minister at the time added insult to outrage. The film's release opened old wounds, despite being a work of fiction. Although they won't admit it did, it seems Sweden would like to forget this scandal ever happened. But not Marcimain and his crew. They want the public to be outraged, even if it is while they are being entertained.
— Screen Anarchy

«Девушка по вызову» — анахроничное кино, с основательным сюжетом, требующее от зрителя активной работы, изматывающее, но тем самым приносящее очищение. Стилизация под эпоху превосходно слышится стуком платформ по мостовой и тем, как герои смачно курят в кадре. Детали вроде красных мармеладок на столе, бегло произнесённых законов «за секс с лицами до 10-ти лет — не более двух лет тюремного заключения», красного же облупленного лака на ногтях Ирис — оседают пылью на задворках сознания…— Арт-журнал «Около»

## Награды
- В 2013 году фильм был номинирован в 11 категориях Национальной кинонаграды Швеции, в итоге получил четыре «Золотых жука»: за операторскую работу, звук, костюмы и оформление.
- Премия «FIPRESCI Discovery» Кинофестиваля в Торонто 2012.
- Приз зрительских симпатий на Международном кинофестивале в Стокгольме